# Abdelmoneem Derbali
Abdelmoneem Derbali, né le 10 février 1981, est un footballeur tunisien évoluant au poste de défenseur. 
En fin de contrat avec l'Olympique de Béja, il signe un contrat de trois ans avec le Club africain en 2008. Le 7 janvier 2011, il s'engage avec El Gawafel sportives de Gafsa avant de mettre fin à sa carrière.

## Carrière
- 2003-juillet 2008 : Olympique de Béja (Tunisie)
- juillet 2008-janvier 2011 : Club africain (Tunisie)
- janvier-juillet 2011 : El Gawafel sportives de Gafsa (Tunisie)

## Palmarès
- Coupe nord-africaine des clubs champions (2) :
  - Vainqueur : 2008, 2010